# Melaab (Marocco)
Melaab  (in arabo ملعب‎?) è un centro abitato e comune rurale del Marocco situato nella provincia di Errachidia, regione di Drâa-Tafilalet. Conta una popolazione di 17 360 abitanti (censimento 2014).